# 木琴

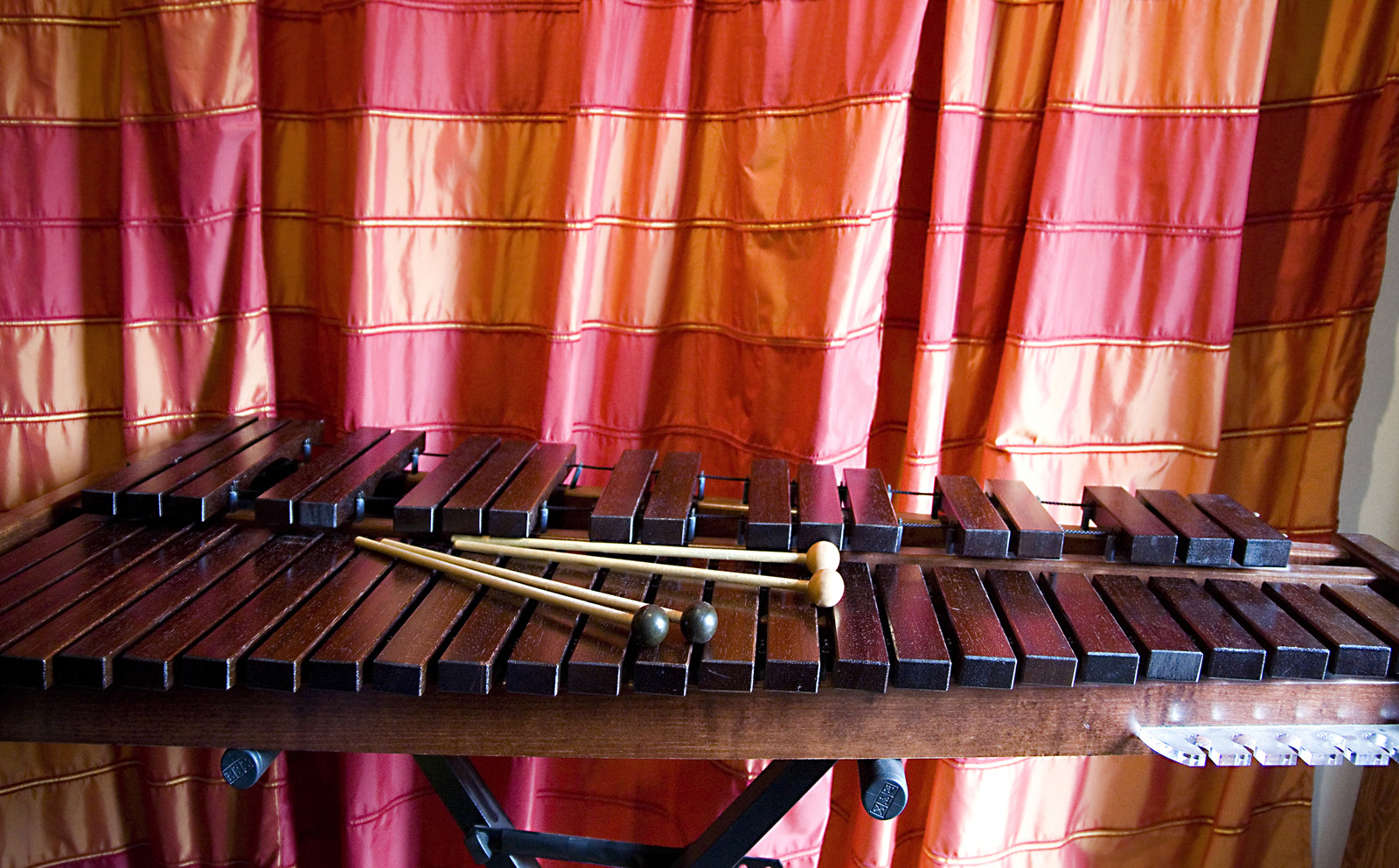
木琴

木琴（英語：Xylophone）是鍵盤敲擊樂器的一種。將木製琴鍵置於共鳴管之上，以琴棒敲打以產生旋律。琴鍵排列方式類似於鋼琴鍵盤。一般所指的木琴為高音木琴，常用於古典音樂演奏，琴鍵較窄，音域較高，音色清脆。常見的木琴還有馬林巴，琴鍵從高音窄到低音寬，音域較廣，音色圓潤。
木琴的起源仍未能確定，最早的歷史記載，大約出現於公元9世紀。當時已經發人類懂得以不同大小的木棒排列在架上，然後用棍敲打的樂器存在。例如印尼的甘美蘭，便有以木片製成的琴；而非洲亦有巴拉風木琴，將葫蘆削頂後套在木棒之下製成共鳴器，可以講是現代木琴的雛型。

## 樂器構造

### 琴鍵
顧名思義，木琴所用的琴鍵皆以木片所製成。較常用的是紅木，亦會使用紫檀木一類木質較佳的樹木。這兩種木的質地較堅硬，所發出的聲音較為清脆響亮。近代亦開始採用玻璃纖維或強化塑膠所製成，發出的聲音更為響亮及結實，成本也比原木為便宜，但卻欠缺樹木獨有的一種迴音和共鳴，以及琴棍敲打後，由天然纖維所產生的一種回彈力。對於一般聽眾來說，可能未必可以分辨，但專業演奏者卻很明顯的感受到這種分別。
經切割後的木片會用橡筋繩串好，再套在用作固定用的小鉤上。

### 琴架
木琴的琴架，視乎樂器的大小、配件及其他因素而有所不同。較細型的，只鑲嵌在外框上，不設有琴腳；較大型的，琴鍵會安裝在一架附有輪子的琴架上以方便推動。

### 共鳴管

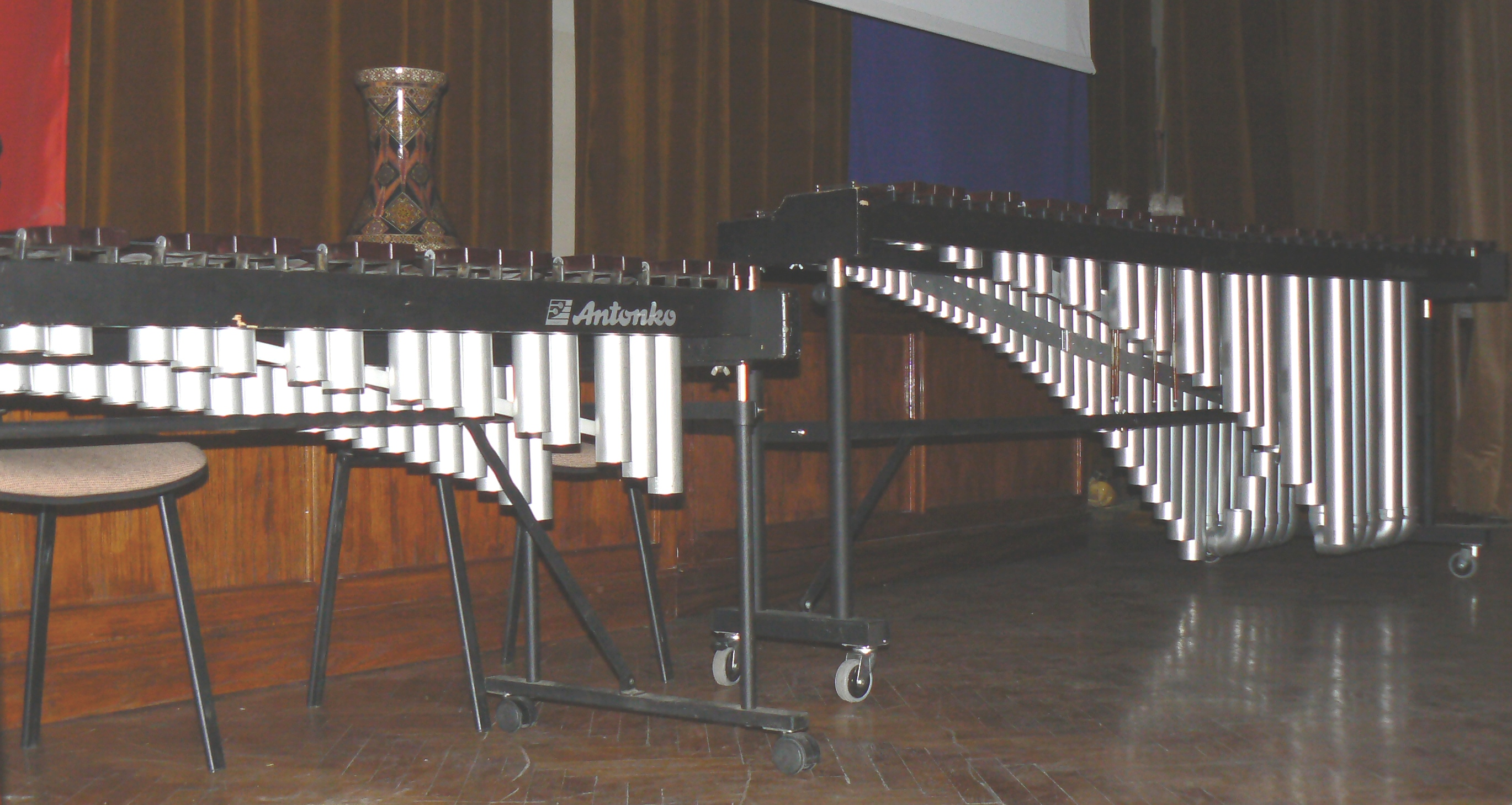
木琴及馬林巴琴的共鳴管，左邊為木琴，右邊為馬林巴琴

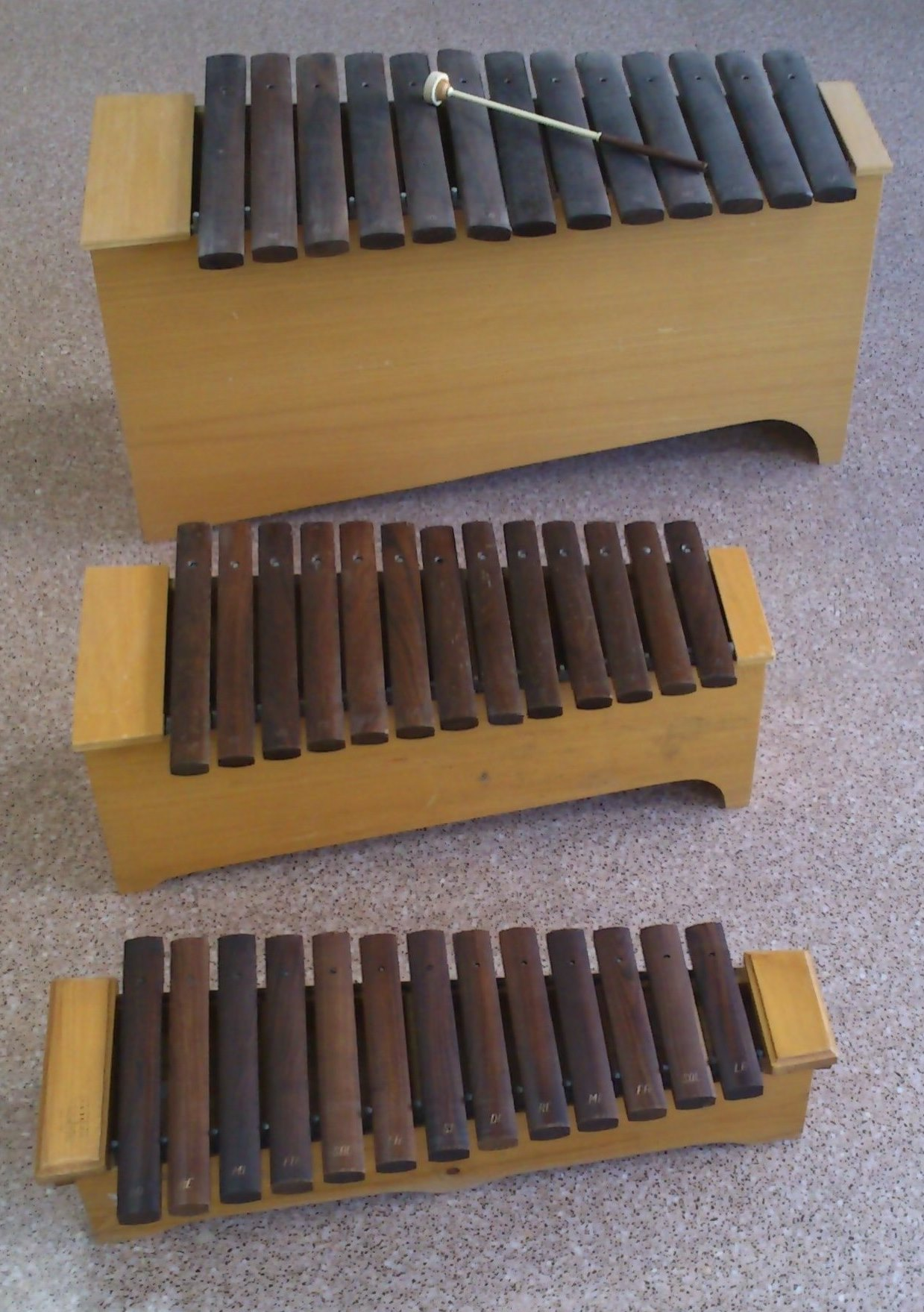
由奧爾夫所設計，本為幼童音樂學習使用的木琴，琴鍵安放在一個大共鳴箱上

由於木琴的聲音大多都乾而短促，餘音非常短，因此共鳴管的實際作用並不大，因此早期的木琴都不設有共鳴管，但近年受馬林巴或顫音琴的影響，現時音域3個八度或3½個八度的木琴都會設有共鳴管。其中低音的共鳴管較長，高音則非常短（只有一個圓環形）甚至是不設有共鳴管。
有一種單八度，由德國音樂家兼教育家奧爾夫所設計的木琴，則將琴鍵置於一個木製共鳴箱上，是另一種變種。

## 記譜法
木琴採用高音譜號，為移調樂器。以一般擁有3½八度的音域的木琴，標示範圍為C1至F4。

## 代表作品
- 肯尼斯·約瑟夫·阿爾福特：《火花》
- 喬治·漢密爾頓·格林：《吹口哨》